# نیکلا نوفشاتل
نیکلا نوفشاتل (به فرانسوی: Nicolas Neufchâtel)(زادهٔ پیرامون ۱۵۲۷- مرگ پیرامون ۱۵۹۰ میلادی) معروف به لوسیدل (به فرانسوی: Lucidel) نقاش و رسام فلاندری بود. او در آلمان فعالیت داشت و در دههٔ ۱۵۶۰ میلادی از سرآمدن پرتره‌نگاری بود.
نوفشاتل در آنتورپ به آموزش پرداخت و مدتی شاگرد پیتر کوکه فن الست بوده است. میان سال‌های ۱۵۶۱ تا ۱۵۶۷ در نورنبرگ زیست. از زندگی او پس از ۱۵۷۳ میلادی اطلاعاتی در دست نیست.

## نگارخانه

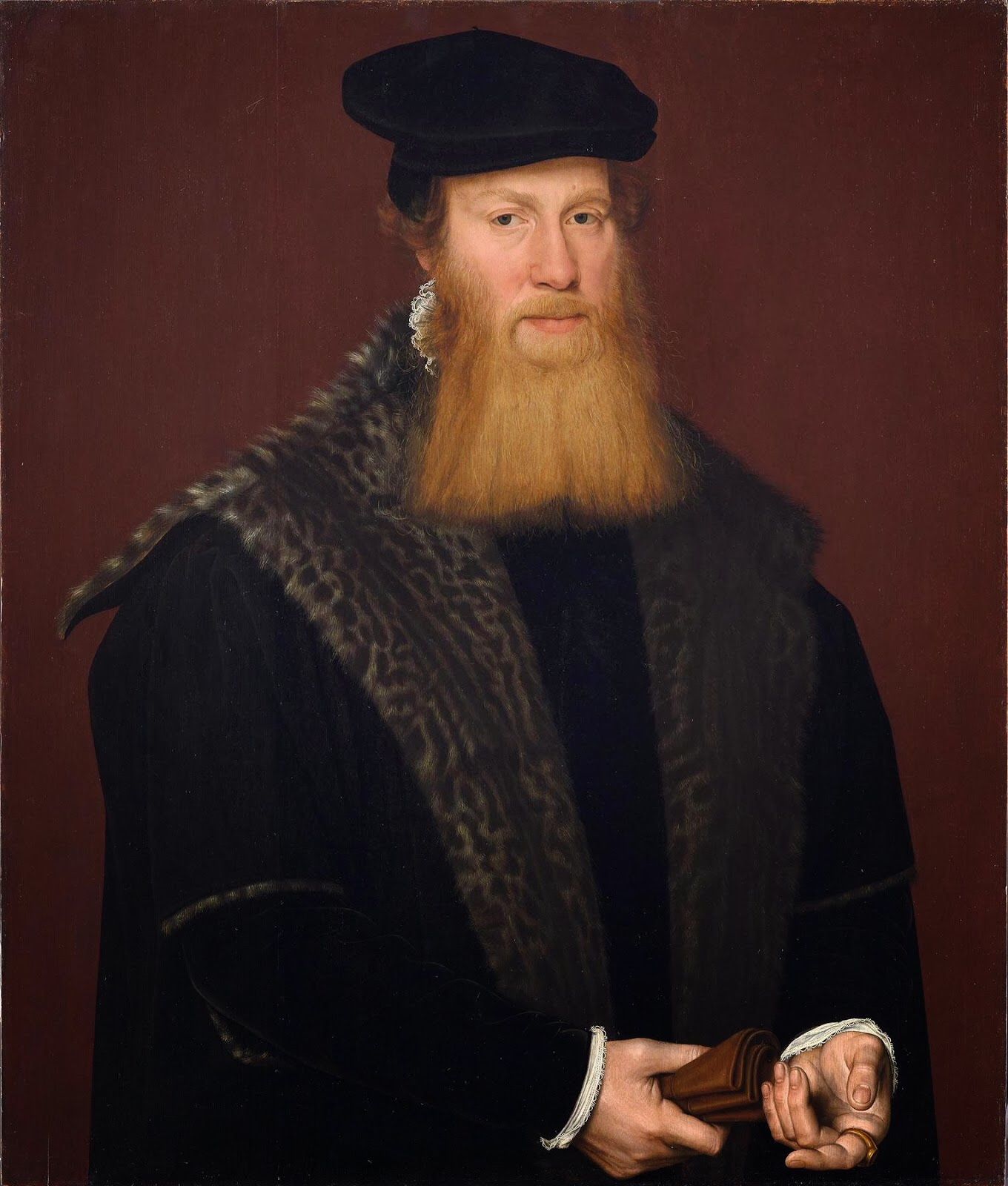
چهرهٔ فردی برجسته و گمنام
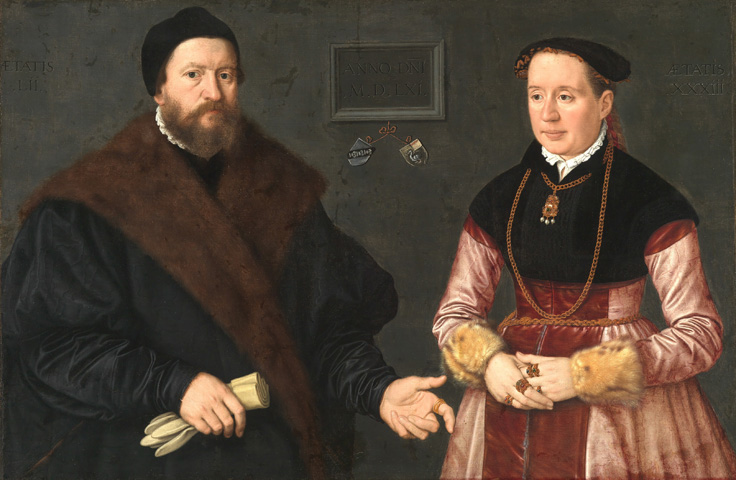
پرتره بالتازار دورر و همسر دومش ماگدالنا
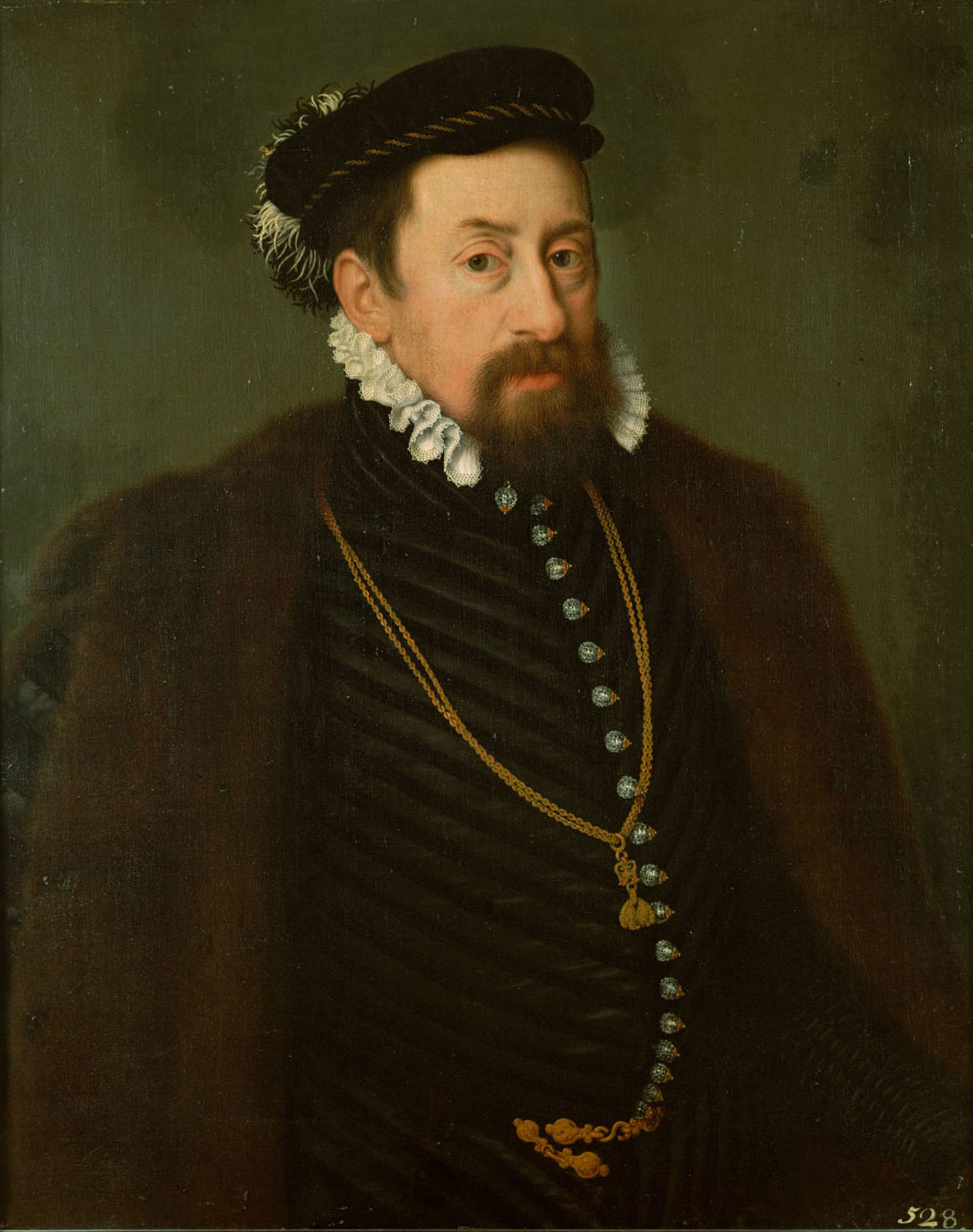
ماکسیمیلیان دوم، امپراتور مقدس روم
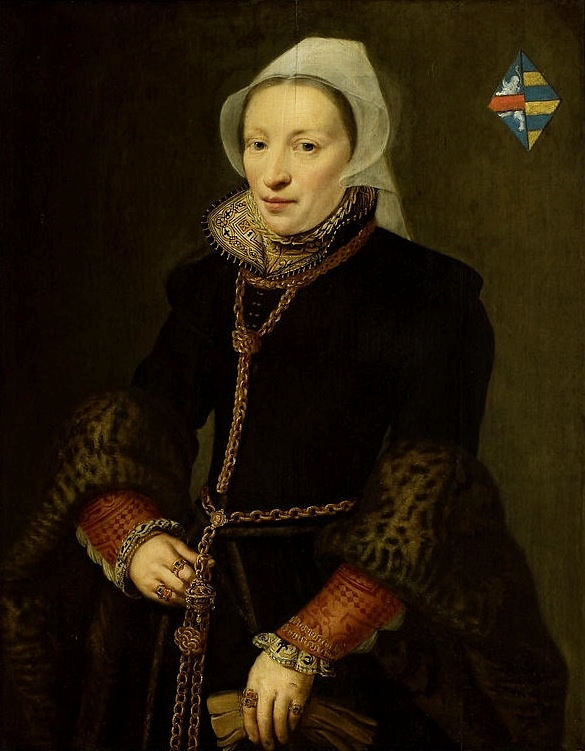
چهرهٔ یک زن در موزه ملی ورشو